# Lauchhammer-Ost
Lauchhammer-Ost ist ein Stadtteil der Stadt Lauchhammer im südbrandenburgischen Landkreis Oberspreewald-Lausitz, dessen traditionsreiche Kunstgießerei Weltruhm erlangte.
Er entstand 1929 auf Erlass des Preußischen Staatsministeriums durch den Zusammenschluss der Gemeinde Naundorf mit dem Gutsbezirk Lauchhammer zur neuen Gemeinde Lauchhammer. Die Gemeinde Lauchhammer wurde 1950 mit den Gemeinden Mückenberg, Bockwitz und Dolsthaida zur „Großgemeinde Lauchhammer“ zusammengeschlossen, die kurze Zeit später 1953 das Stadtrecht erhielt.

## Geschichte

### Naundorf

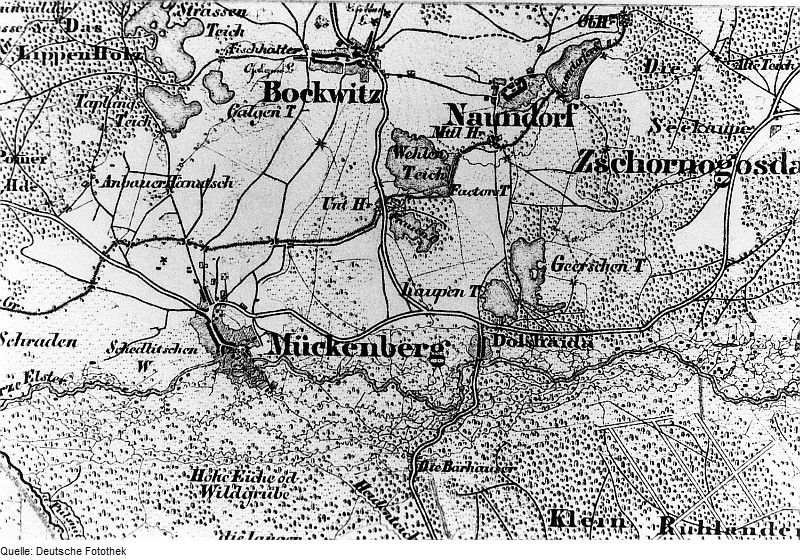
Naundorf auf einer topografischen Karte von 1847

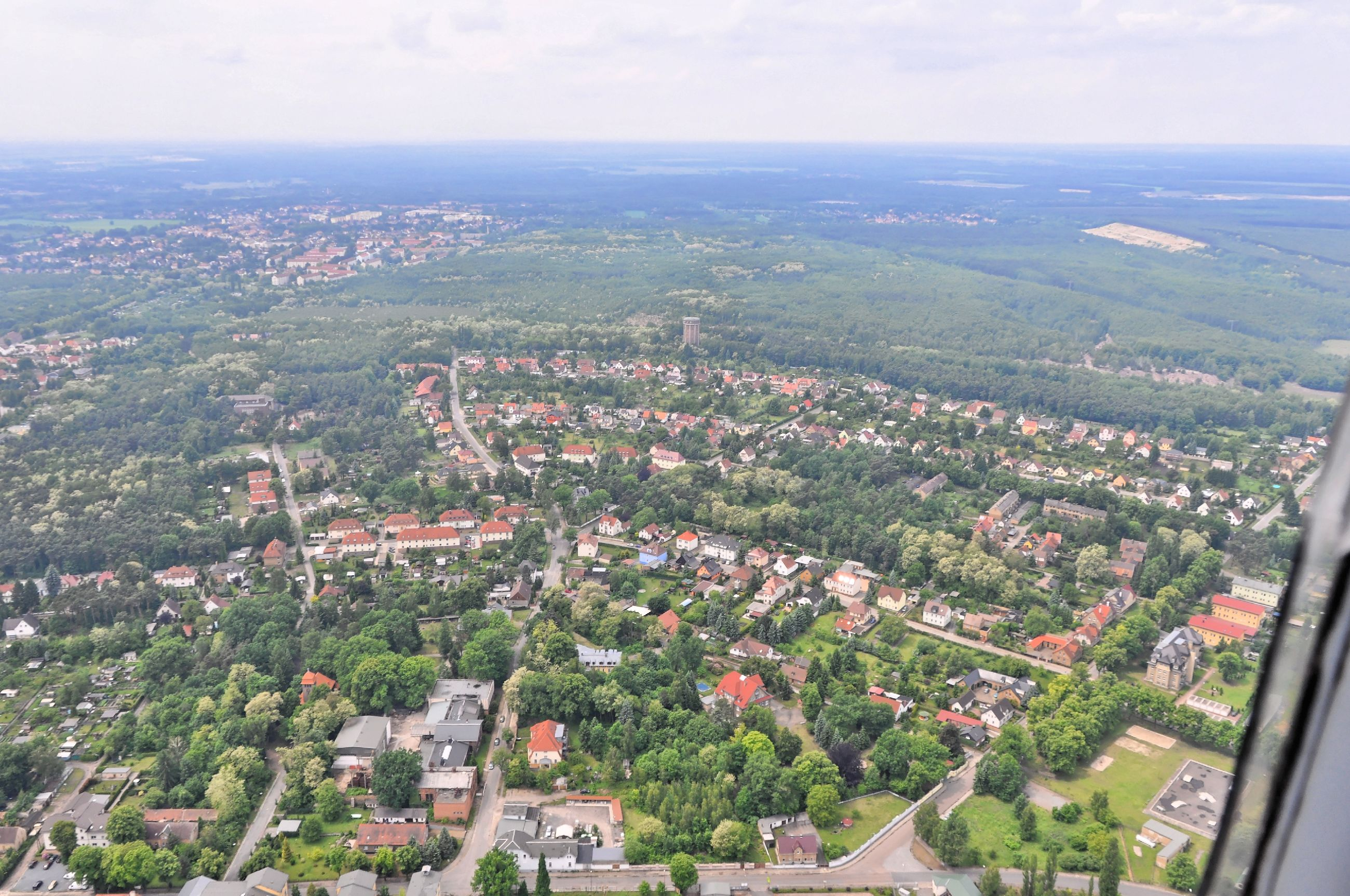
Lauchhammer-Ost (2013)

Die im Süden des Ortsteils gelegene Gemeinde Naundorf (sorbisch Wjesko) wurde urkundlich erstmals als „Nuwendorf“ erwähnt. Während der deutsche Ortsname als „Neues Dorf“ gedeutet werden kann, kann das sorbische „Wjesko“ als Dörfchen übersetzt werden.
Naundorf gehörte zur Herrschaft Mückenberg (Lauchhammer-West), dessen Gebiet auch als „Mückenberger Ländchen“ bekannt ist. Die Bewohner lebten hauptsächlich von der Landwirtschaft und um 1575 waren im Dorf elf Hüfner, sechs Halbhüfner, vier Gärtner und vier Häusler ansässig. Der Ort wurde im Laufe der Jahrhunderte von mehreren schweren Bränden heimgesucht. So fiel 1718 einem Großbrand das gesamte Dorf zum Opfer. Weitere große Brände sind für die Jahre 1853, 1854 und 1858 belegt. Bereits in dieser Zeit begann im Ort durch die Nahe gelegenen Eisenwerke des Lauchhammers die Industrialisierung und im Dorf wurden Industriearbeiter ansässig. 
Bis zum Bau einer eigenen Schule im Ort besuchten die Kinder die Schule in Bockwitz (Lauchhammer-Mitte). Nachdem der Gemeinde 1874 eine Glocke geschenkt wurde, erbaute man an der Dorfschule einen Glockenturm. Die Dorfschule wurde nach der 1929 erfolgenden Zusammenlegung der Gemeinde mit dem Gutsbezirk Lauchhammer 1931 durch einen gemeinsamen Neubau ersetzt.

### Lauchhammerwerk

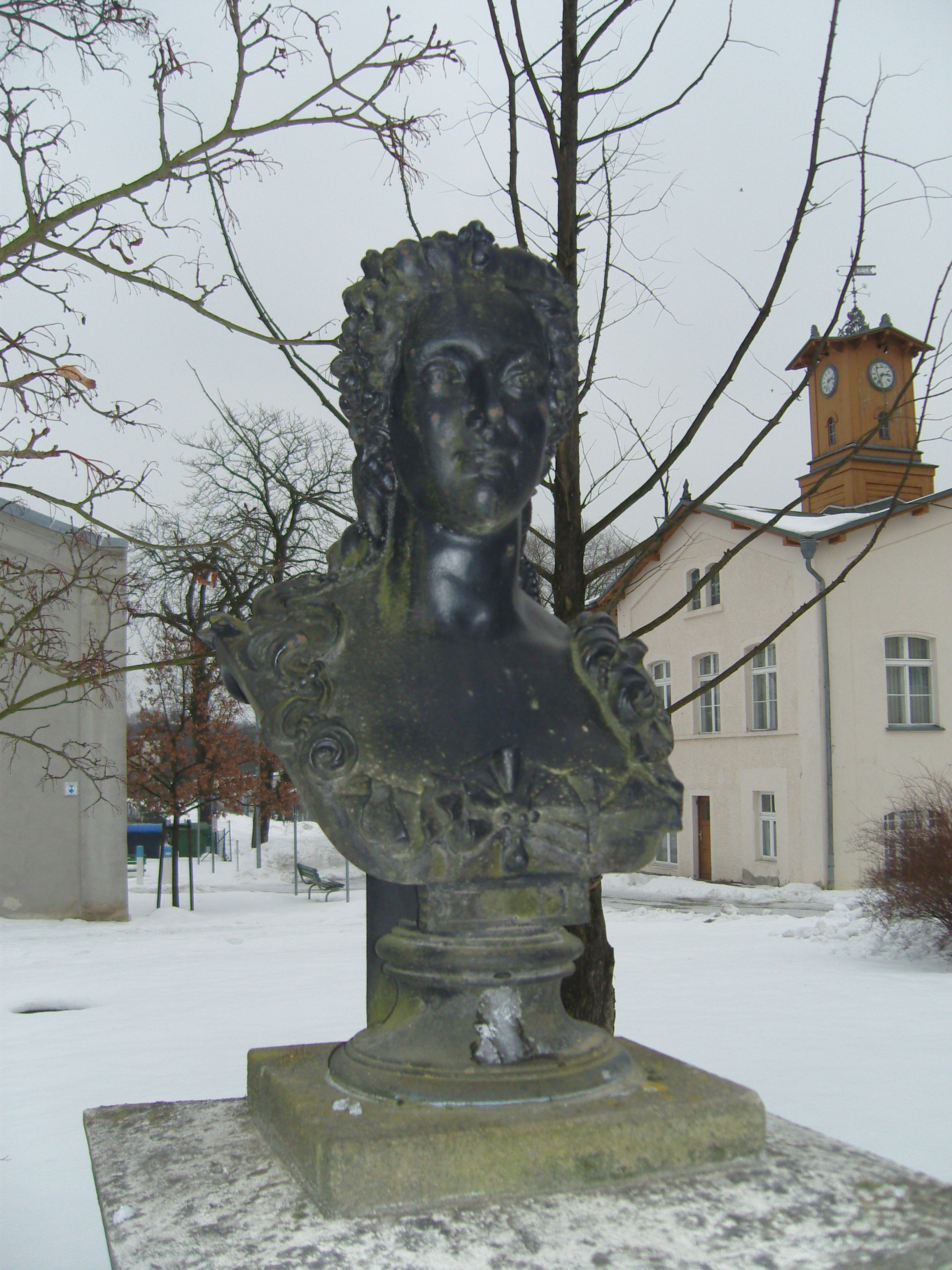
Büste der Freifrau Benedicta Margaretha von Löwendal in Lauchhammer

1725 wurde nördlich von Naundorf der erste Hochofen in Betrieb genommen. Zuvor wurde Freifrau Benedicta Margaretha von Löwendal, Gemahlin des kursächsischen Oberhofmarschalls Woldemar von Löwendal 1722 mit dem Rittergut Mückenberg belehnt. Sie ließ mit Privileg Augusts des Starken die zur Gutsherrschaft gehörende Lauchmühle in einen Eisenhammer verwandeln. Die Freifrau gilt damit als eine der ersten Unternehmerinnen in der heutigen Niederlausitz und begründete damit den Industriestandort Lauchhammer. Zu ihren Lebzeiten gehörte der Ort jedoch zur Mark Meißen.
Ursprünglich sollte die alte herrschaftliche Lauchmühle nur durch eine Brettschneidemühle erweitert werden, um die reichlich vorhandenen Mengen an schlagreifem Holz zu verarbeiten. Bei deren Errichtung entdeckte man hier allerdings Raseneisensteinvorkommen, was das Interesse der Gutsherrin auslöste, da die bereits bestehenden sächsischen Schmelzhütten beträchtliche Gewinne abwarfen.
Zunächst wählte man einen Standort zwischen Lauchteich und Naundorfer Teich. Um für den Betrieb des Eisenwerkes ausreichend Wasser zur Verfügung zu haben, sicherte sich die Freifrau zahlreiche Quellen und Wasserläufe. Die nötige Holzkohle kam meist aus den herrschaftlichen Waldungen, und das Raseneisenerz war in der Umgebung reichlich vorhanden. Raseneisenerz wurde so unter anderem auch bei Liebenwerda, Wahrenbrück, Kosilenzien sowie in der Schraden-Niederung abgebaut und mit Fuhrwerken auf dem Landweg oder mit Kähnen über die Schwarze Elster, zu welcher der Hammergraben angelegt wurde, zum Eisenwerk transportiert. Neben dem 1725 errichteten Oberhammer kamen weitere Zweigstellen des Eisenwerkes hinzu. So entstand bereits 1726 der Mittelhammer, 1728 der Unterhammer, 1729 eine Stabhütte in Grünewalde und schließlich der Koynehammer.

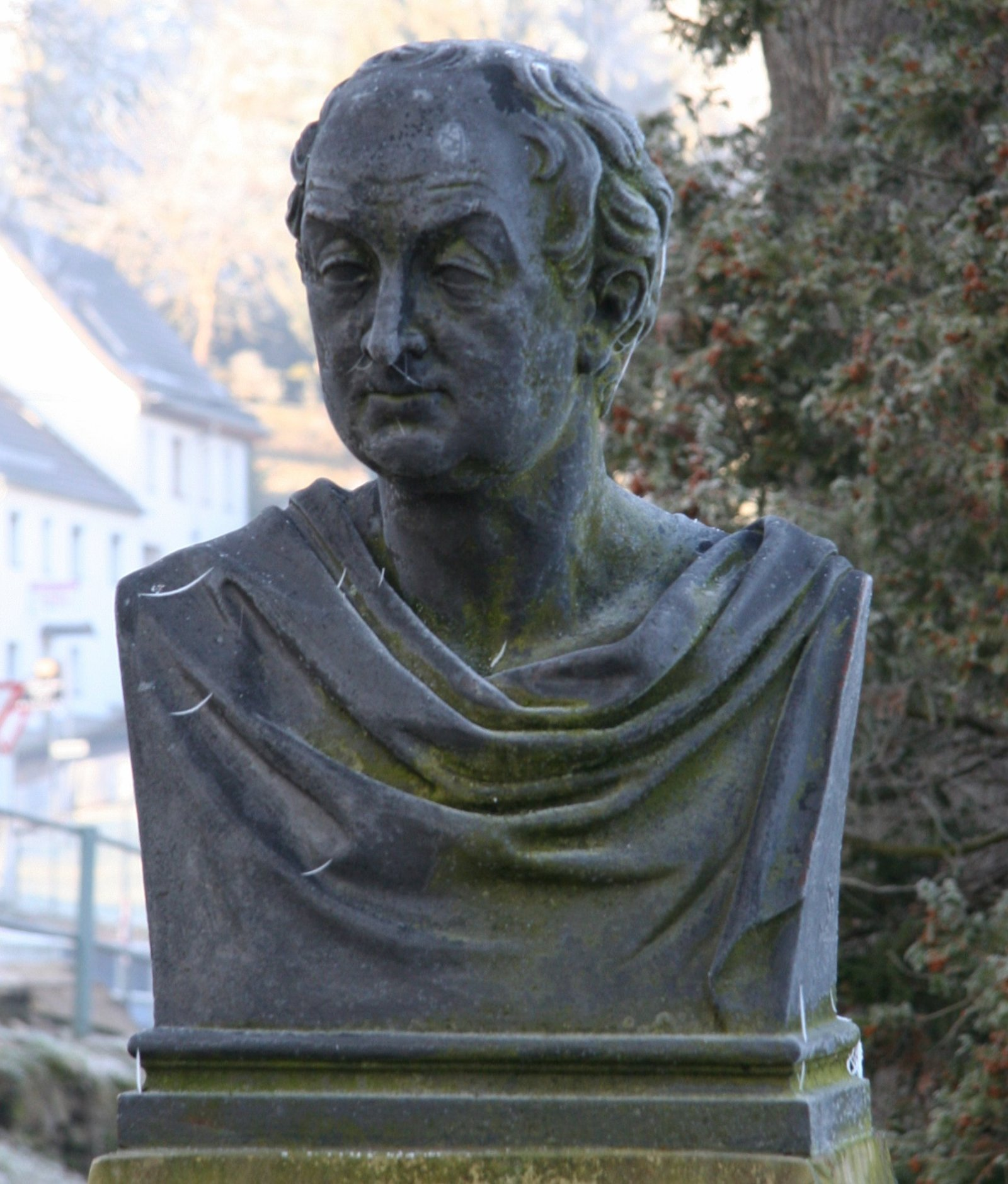
Büste von Detlev Carl Graf von Einsiedel in Wolkenburg

Nachdem die Freifrau 1776 im Schloss Mückenberg verstarb, vererbte sie ihren gesamten Besitz ihrem Patenkind, dem sächsischen Kabinettsminister Detlev Carl Graf von Einsiedel, welcher schließlich eine Vervollkommnung des Unternehmens in Angriff nahm und unter anderem in Gröditz ein Schwesterwerk gründete. Der kunstsinnige Adlige gilt auch als Begründer des Eisenkunstgusses in Lauchhammer, der seitdem, als 1784 der erste Guss von Bildwerken und Statuen gelang, in der Stadt Tradition hat und aus welchem zahlreiche Kunstwerke und Glocken hervorgingen. Weltruhm erreichte schließlich die in den 1830er Jahren aufgenommene Bronzekunstgießerei in Lauchhammer. So stammt unter anderem mit dem Lutherdenkmal in Worms von Ernst Rietschel das größte Reformationsdenkmal der Welt aus der Kunstgießerei in Lauchhammer.
Dem Grafen folgte nach seinem Tod 1810 sein Sohn Detlev von Einsiedel. Er ließ unter anderem während der ab 1852 erfolgenden Regulierung der Schwarzen Elster im Jahre 1853 die Plessaer Schifffahrtsschleuse anlegen, um die Strecke Mückenberg–Wahrenbrück schiffbar zu machen. Zwanzig Jahre verkehrten Segelschiffe auf dieser Strecke, um Raseneisenstein für die Verhüttung zu transportieren. Durch die zunehmende Versandung des Flusses wurde dies aber unrentabel, der Schiffsverkehr eingestellt und diese Schleuse 1876 wieder abgebaut.
Mit dem ausgehenden 19. Jahrhundert gewann im Mückenberger Ländchen der Braunkohlebergbau an Bedeutung und die als Brennstoff genutzte Holzkohle wurde meist durch Braunkohle ersetzt. Um den steigenden Bedarf an Kohle und Energie zu decken, errichtete das Unternehmen 1901 am Oberhammer eine eigene Brikettfabrik mit Kraftwerk. Dabei wurden erstmals in der Lausitz elektrische Einzelantriebe für die Maschinen der Fabrik eingesetzt und die aus der Umgebung kommende Rohkohle in einen 5.000 Tonnen fassenden Hochbunker gefahren. Mit weiteren umfangreichen Erneuerungen entstand so bis 1945 eine der modernsten Brikettfabriken dieser Zeit.

### Lauchhammer
Am 8. Juni 1929 erfolgte durch das Preußische Staatsministerium der Erlass, den zuvor aufgelösten Gutsbezirk Lauchhammer mit der Gemeinde Naundorf zusammenzulegen. Die neu entstandene Gemeinde erhielt den Namen „Lauchhammer“.
Da die Orte des Mückenberger Ländchens durch die fortschreitende Industrialisierung immer mehr zusammenwuchsen, erfolgte 1950 der Zusammenschluss der Orte Mückenberg, Lauchhammer, Bockwitz und Dolsthaida zur Großgemeinde Lauchhammer. 1952 kamen Lauchhammer und die anderen Orte der Großgemeinde im Zuge der Verwaltungsreform vom Kreis Bad Liebenwerda an den neu geschaffenen Kreis Senftenberg und 1953 erhielt Lauchhammer das Stadtrecht. Die einstige Gemeinde Lauchhammer hieß fortan Lauchhammer-Ost.
Die Produktion in den Betrieben von Lauchhammer-Ost war in den letzten Jahrzehnten vor der Wende vor allem auf den Braunkohlenbergbau ausgerichtet und der Schwermaschinenbau gewann an Bedeutung. So wurden hier unter anderem im VEB „TAKRAF“ mit der Förderbrückenserie F60 auch die größten beweglichen Arbeitsmaschinen der Welt erbaut. Die Tradition des zwischenzeitlich zum Erliegen gekommenen Glockengusses wurde erst wieder ab 1994 fortgesetzt.
Im Dezember 2009 wurden 29 Grundstücke teilweise beziehungsweise ganz gesperrt. Sie stehen um die ehemalige Braunkohlegrube Lauchhammer III. Bei Erdarbeiten wurde festgestellt, dass der Baugrund möglicherweise gefährdet sei. Eine Evakuierung wurde jedoch für nicht nötig angesehen.

### Einwohnerentwicklung
| 1875 |      |  | 1933 | 4333 |
| 1890 | 530  |  | 1939 | 5179 |
| 1910 | 741  |  | 1946 | 6401 |
| 1925 | 4088 |  | 2007 | 3459 |

## Religion

### Evangelisch-lutherische Kirchengemeinde
Nach der Entdeckung und Förderung der örtlichen Braunkohlevorkommen wuchs die Bevölkerung im Gebiet des heutigen Lauchhammer-Ost stark an, sodass der Bedarf für eine Kirche entstand. 1916 begann daher der Bau der Friedensgedächtniskirche, die als Werkskirche für das Eisenwerk Lauchhammer entstand und am 18. November 1917 geweiht wurde. Bis 1996 wurde das Kirchengebäude durch die evangelische Kirchgemeinde Lauchhammer-Ost genutzt, heute dient es kulturellen Veranstaltungen.
Im 1954 in einer Baracke eingerichteten Gemeindehaus der evangelischen Kirchengemeinde Lauchhammer-Ost an der Hüttenstraße fanden nach der Entwidmung der Friedensgedächtniskirche bis zum 12. Januar 2025 die evangelischen Gottesdienste statt. Der Altar, die Kanzel und weitere Teile der Innenausstattung aus der Friedensgedächtniskirche wurden im Gemeindehaus weitergenutzt.
Evangelisch-lutherische Einwohner von Lauchhammer-Ost gehören zum Kirchenkreis Bad Liebenwerda der Evangelischen Kirche in Mitteldeutschland, die nächstliegende evangelisch-lutherische Kirche ist die Nikolaikirche in Lauchhammer-Mitte.

### Römisch-katholische Kirchengemeinde

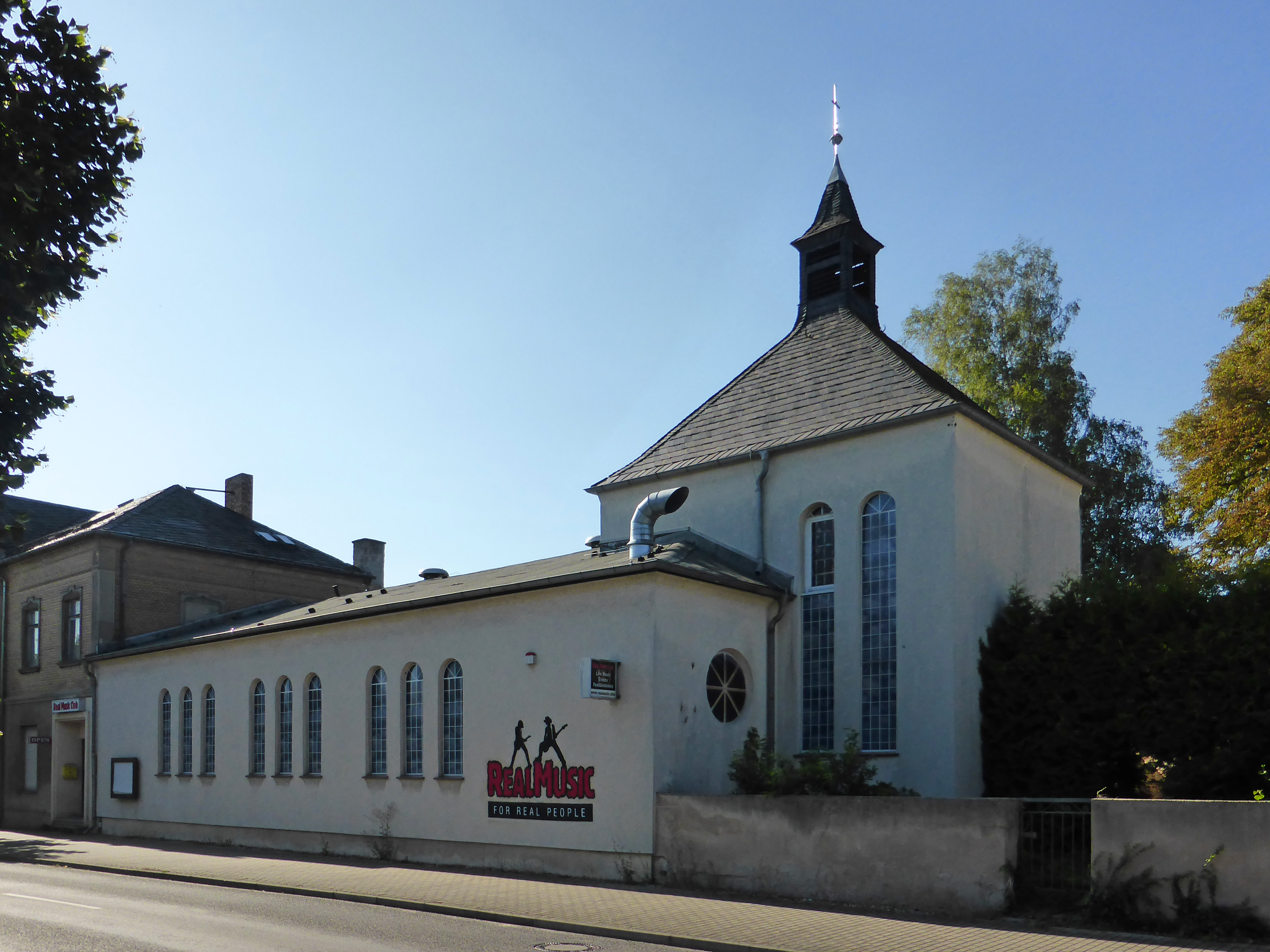
Ehemalige Regina-Pacis-Kirche (2025)

Am 1. April 1948 kaufte der Caritasverband des Erzbischöflichen Kommissariats Magdeburg das Grundstück Stalinstraße 54 (heute Wilhelm-Külz-Straße), auf dem die um 1905 erbaute Gaststätte Glück auf stand. Es war geplant, in der ehemaligen Gaststätte ein Altersheim einzurichten. Der Saal der Gaststätte wurde sofort als Notkapelle für Gottesdienste genutzt.
1952/53 erfolgte nach Plänen des Architekten Johannes Reuter aus Bitterfeld der Umbau des Saales zu einer Kirche mit Chorturm, die das Patrozinium Regina pacis bekam. Am 13. Dezember 1953 nahm Friedrich Maria Rintelen, in Magdeburg ansässiger Weihbischof des Erzbistums Paderborn, zu dem Lauchhammer damals gehörte, die Kirchweihe vor. Die ehemalige Garage der Gaststätte wurde zu einem Gemeindesaal umgebaut, der am 19. März 1954 eingeweiht wurde.
In der ersten Jahreshälfte 1959 wurde die Filialkirchengemeinde Lauchhammer-Ost errichtet. Am 1. Dezember 1966 folgte die Erhebung der Filialkirchengemeinde Lauchhammer-Ost zur Pfarrei Regina Pacis (auch als Maria Königin des Friedens bezeichnet), die am 1. Oktober 1998 wieder aufgelöst und in die Pfarrei Christus König in Lauchhammer-Mitte eingegliedert wurde.
Noch bis 2003 fanden in der Kirche Gottesdienste statt. Nach der Profanierung der Kirche im Jahr 2004 erwarb der Real Music e. V. 2005 das Gebäude und baute die Räumlichkeiten für Konzert- und Veranstaltungszwecke um.
Heute gehören Katholiken in Lauchhammer-Ost zur Pfarrei St. Hedwig mit Sitz in Lauchhammer im Bistum Magdeburg, die nächstliegende Kirche ist die Christus-König-Kirche in Lauchhammer-Mitte.

## Kultur und Sehenswürdigkeiten

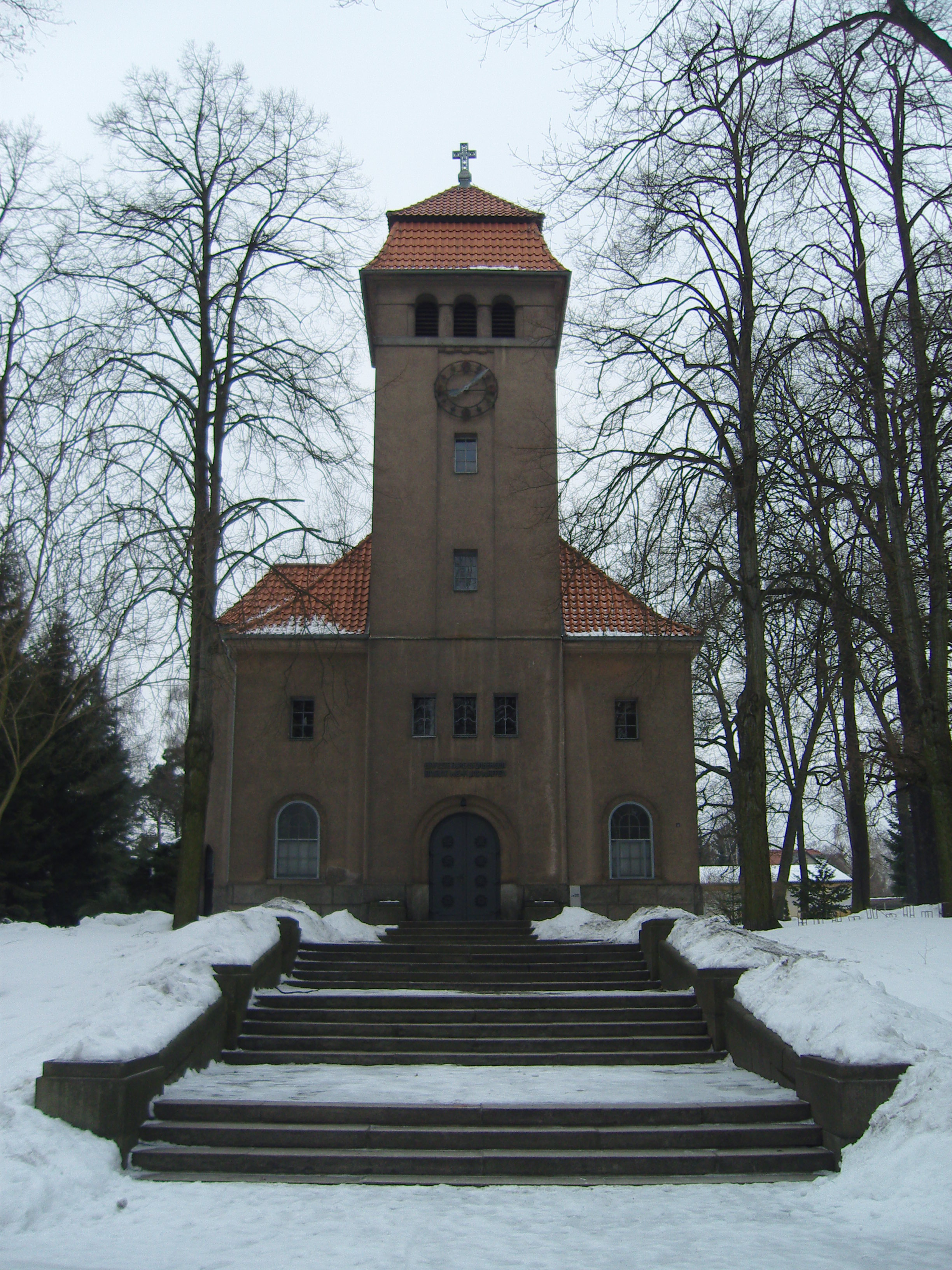
Friedens-Gedächtnis-Kirche

→ Siehe auch: Liste der Baudenkmale in Lauchhammer
Unter dem Motto „Kultur erfahren“ ist in der Gegenwart die 1917/16 erbaute „Friedens-Gedächtnis-Kirche“ kultureller Mittelpunkt des Stadtteils und der Stadt Lauchhammer. Das ursprünglich als Werkskirche errichtete Gotteshaus wurde zum Tagungs- und Veranstaltungsort umfunktioniert. Neben der Nutzung für Kleintheater, Kabarett und Filmvorführungen kann die Kirche unter anderem auch noch für Trauungen genutzt werden.
Das „Kunstgussmuseum“ wurde im Februar 1993 im denkmalgeschützten Gebäude eines ehemaligen Lehrlingswohnheims eröffnet. Es erinnert mit seinen zahlreichen Ausstellungsstücken an die lange Geschichte des in Lauchhammer traditionsreichen Kunstgusses. Neben Eisen- und Bronzegüssen von Skulpturen beherbergt es als wichtigsten Teil der Sammlung einen etwa 2.800 Stücke umfassenden Modellfundus der hier ansässigen Gießerei.